# Rudolf Weyde
Rudolf Piotr Weyde (ur. 19 lipca 1883 w Siekierzyńcach, zm. ?) – polski inżynier, uczestnik walk o niepodległość Polski.

## Życiorys
Urodził się 19 lipca 1883 w Siekierzyńcach w powiecie husiatyńskim. Uzyskał tytuł inżyniera. W lutym 1912 wraz z Adamem Weyde przystąpił do spółki „Iżycki i Ska” i wraz z Włodzimierzem Iżyckim został współwłaścicielem firmy.
Podczas I wojny światowej służył w lotnictwie c. i k. armii. Uchodził za fachowca z dziedziny metalowej. U kresu wojny w listopadzie 1918 wziął udział w obronie Lwowa w trakcie wojny polsko-ukraińskiej. 7 listopada 1918 jako ochotnik przedostał się z części zajmowanej przez Ukraińców na lotnisko objęte przez Polaków, po czym został mianowany przez jego komendanta, por. Stefana Bastyra, kierownikiem magazynów lotniczych i budynków parku lotniczego, pozostając na tej funkcji do ostatnich dni walk. W krótkim czasie wspólnie z kierownikiem warsztatów inż. Władysławem Rubczyńskim stworzył bazę techniczną dla działań grupy lotniczej strony polskiej. Na swojej funkcji pozostawał do ostatnich dni walk. W tym czasie odbył jeden lot jako obserwator. W 1920 brał udział w wojnie polsko-bolszewickiej.
Był udziałowcem i zawiadowcą spółki z ograniczoną odpowiedzialnością „J. Szuman. Handel towarów żelaznych i artykułów technicznych”, zarejestrowanej 15 lutego 1926. Podczas II wojny światowej działał w Armii Krajowej we Lwowie. Na początku lat 70. zamieszkiwał w Krakowie. Należał do Krakowskiego Klubu Seniorów Lotnictwa.

## Odznaczenia
- Krzyż Walecznych z okuciem (9 kwietnia 1921)[1]
- Medal Pamiątkowy za Wojnę 1918–1921[1]
- Krzyż Obrony Lwowa[1]
- Odznaka Honorowa „Orlęta”[1]
- Odznaka Nr 8 Sekcji Lotniczej Obrońców Lwowa z roku 1918[1]